# Махновець Віталій Іванович
Віта́лій Іва́нович Махно́вець (нар. 7 квітня 1981, м. Луцьк, Волинська область, Українська РСР, СРСР — пом. 22 травня 2014, м. Донецьк, Донецька область, Україна) — солдат Збройних сил України, учасник російсько-української війни.

## Короткий життєпис
Закінчив 9 класів луцької ЗОШ № 17, вчителі радили йому продовжити навчання і вступати до вищого навчального закладу, але він пішов у профтехучилище, — хотів швидше здобути професію та допомагати матері матеріально. Батько залишив сім'ю, коли Віталію було 13 років. З відзнакою закінчив луцьке ВПТУ № 6 за спеціальністю «телерадіомайстер». В армії служив за спеціальністю. Працював електриком на підприємстві «Луцьксантехмонтаж-536». Готувався до весілля — мало бути у червні, придбав обручки.
З початком часткової мобілізації 8 квітня 2014 року Віталію прийшла повістка з військкомату. Після навчань на полігоні його підрозділ відправили на Схід.
Солдат, гранатометник 3-го механізованого батальйону 51-ї окремої механізованої бригади, м. Володимир-Волинський.
Разом із підрозділом у травні 2014 року ніс службу на блокпосту № 10 поблизу смт Ольгинка Волноваського району. Уранці між 4 та 6 годинами 22 травня 2014 року блокпост був атакований проросійськими сепаратистами «ДНР», які під'їхали на інкасаторських машинах, та почали несподіваний масований обстріл із вогнепальної зброї, у тому числі з кулеметів, мінометів, РПГ, ПЗРК. В результаті обстрілу здетонував боєкомплект однієї із бойових машин, що призвело до збільшення людських втрат внаслідок вибуху. У цьому бою загинули 16 бійців 51-ї бригади. Віталій Махновець помер в лікарні Донецька від поранень, несумісних з життям. Ще один боєць помер від поранень в госпіталі 14 жовтня.
27 травня на центральній алеї міського цвинтаря Луцька в селі Гаразджа поховали трьох загиблих під Волновахою лучан — Віталія Махновця, Дмитра Йовзика та Володимира Прокопчука.
Без Віталія лишились мама Марія Юріївна, сестра Ольга та наречена.
Батько Віталія і Ольги своїми дітьми не цікавився, але коли дізнався, що держава виплатить родині загиблого одноразову грошову допомогу, заявив про свої права на половину через суд.

## Нагороди та вшанування
За особисту мужність і високий професіоналізм, виявлені у захисті державного суверенітету та територіальної цілісності України, вірність військовій присязі, відзначений — нагороджений медаллю «Захиснику Вітчизни» (27.06.2015, посмертно).
За жертовну любов до своєї Вітчизни, відданість, доблесть і звитягу, нагороджений відзнакою 51-ї ОМБр «За мужність та відвагу» (посмертно).
20 листопада 2015 року в місті Луцьк на фасаді будівлі загальноосвітньої школи № 17 (вулиця Щусєва, 7) встановлено меморіальну дошку на честь випускника Віталія Махновця.
17 грудня 2015 року в місті Луцьк на будинку, в якому мешкав Віталій Махновець, по вулиці Сагайдачного, 20, встановлено меморіальну дошку.